# Kväveoxider
Kväveoxider är föreningar av syre och kväve eller en blandning av sådana föreningar:
- Kväveoxid, även kallad kvävemonoxid, (NO), kväve(II)oxid
- Kvävedioxid (NO2), kväve(IV)oxid
- Dikväveoxid, lustgas, (N2O), kväve(-I,III)oxid
- Nitrosylazid (N4O), kväve(-I,0,I,II)oxid
- Nitratradikal (NO3), kväve(VI)oxid
- Dikvävetrioxid (N2O3), kväve(II,IV)oxid
- Dikvävetetroxid (N2O4), kväve(IV)oxid
- Dikvävepentoxid (N2O5), kväve(V)oxid
- Trinitramid (N(NO2)3), kväve(III,V)oxid

Inom atmosfärkemi, luftföroreningar och besläktade områden avser kväveoxider NOx (NO och NO2).
Bara de tre förstnämnda kan isoleras vid rumstemperatur. N2O3, N2O4 och N2O5 sönderfaller snabbt vid rumstemperatur. NO3, N4O, och N(NO2)3 är mycket reaktiva.
N2O är stabil och tämligen icke-reaktiv i rumstemperatur, medan NO och NO2 är rätt reaktiva men rätt stabila när de isolerats.

## Illustrationer

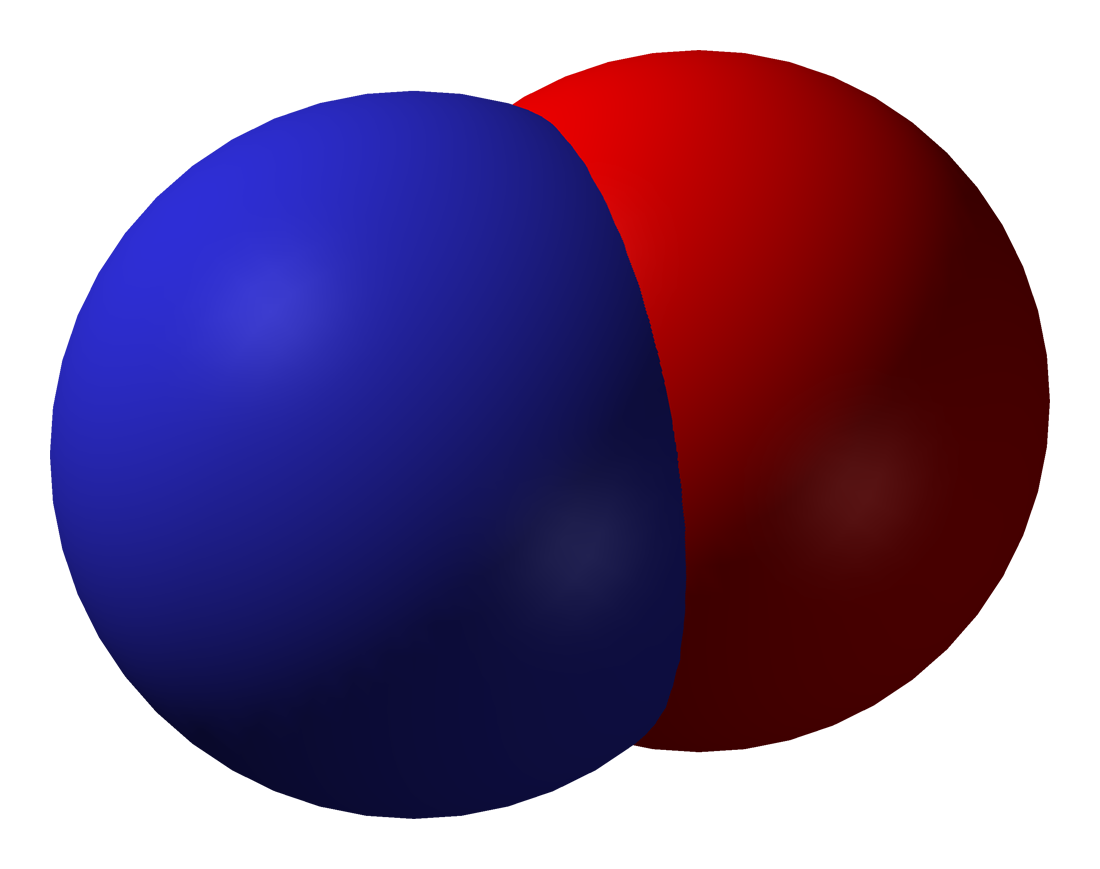
Kväveoxid, NO
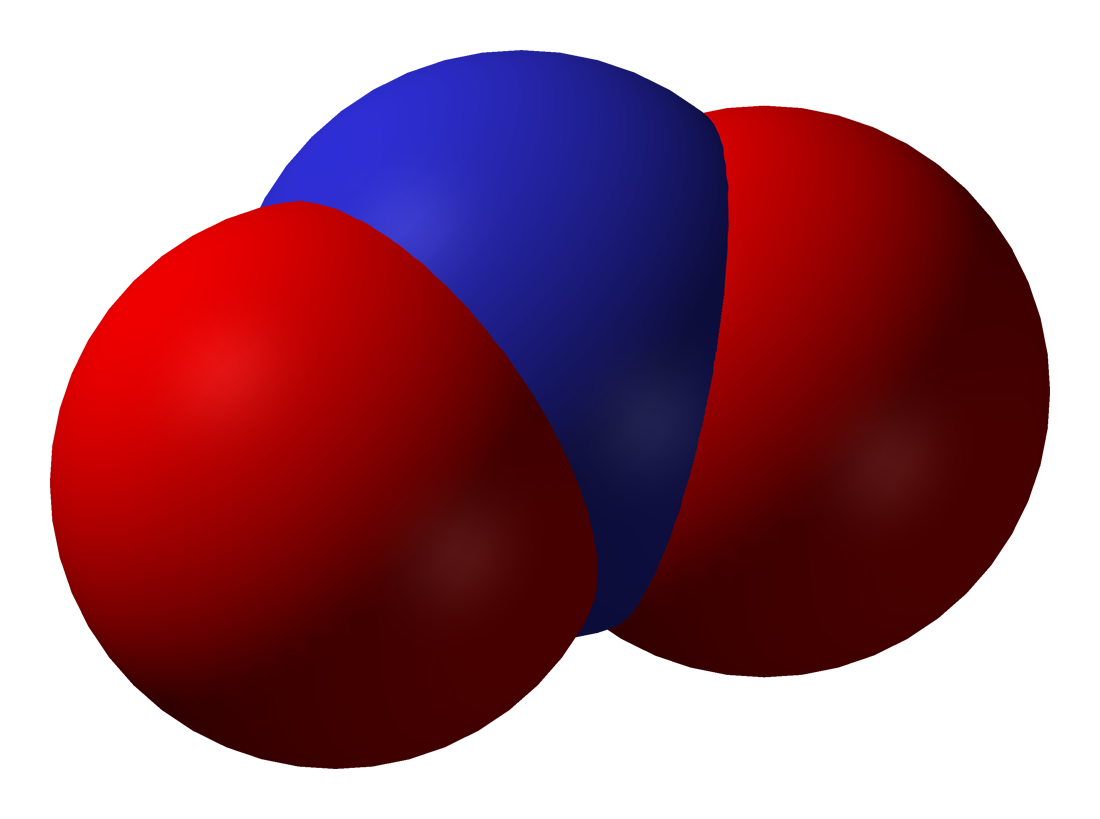
Kvävedioxid, NO2
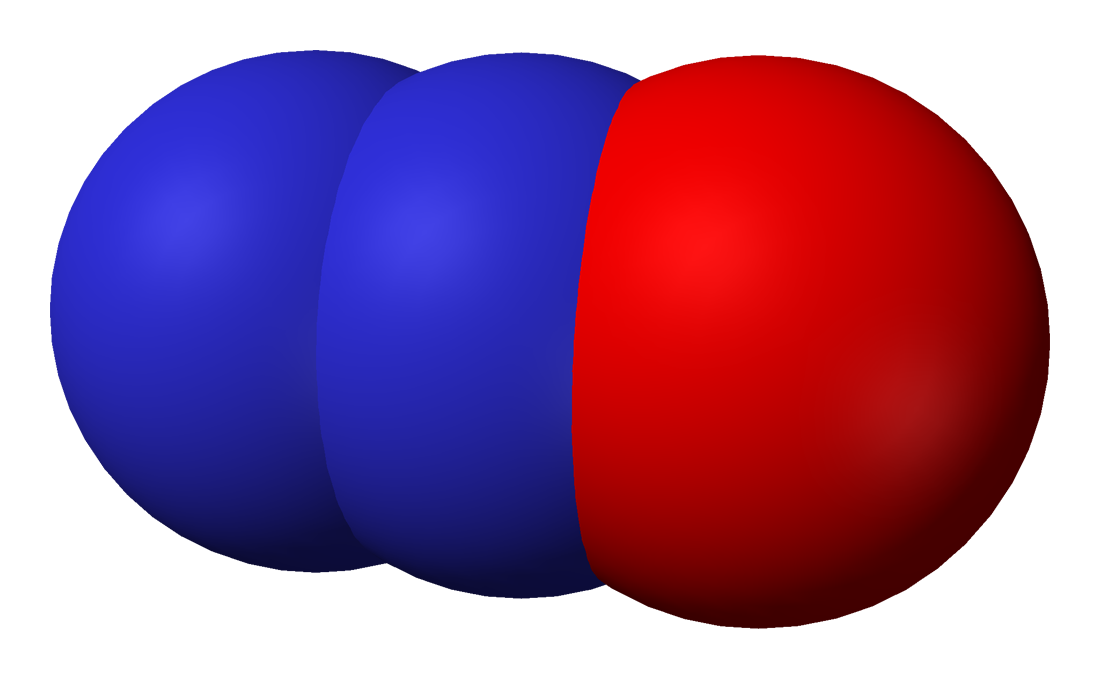
Dikväveoxid, N2O
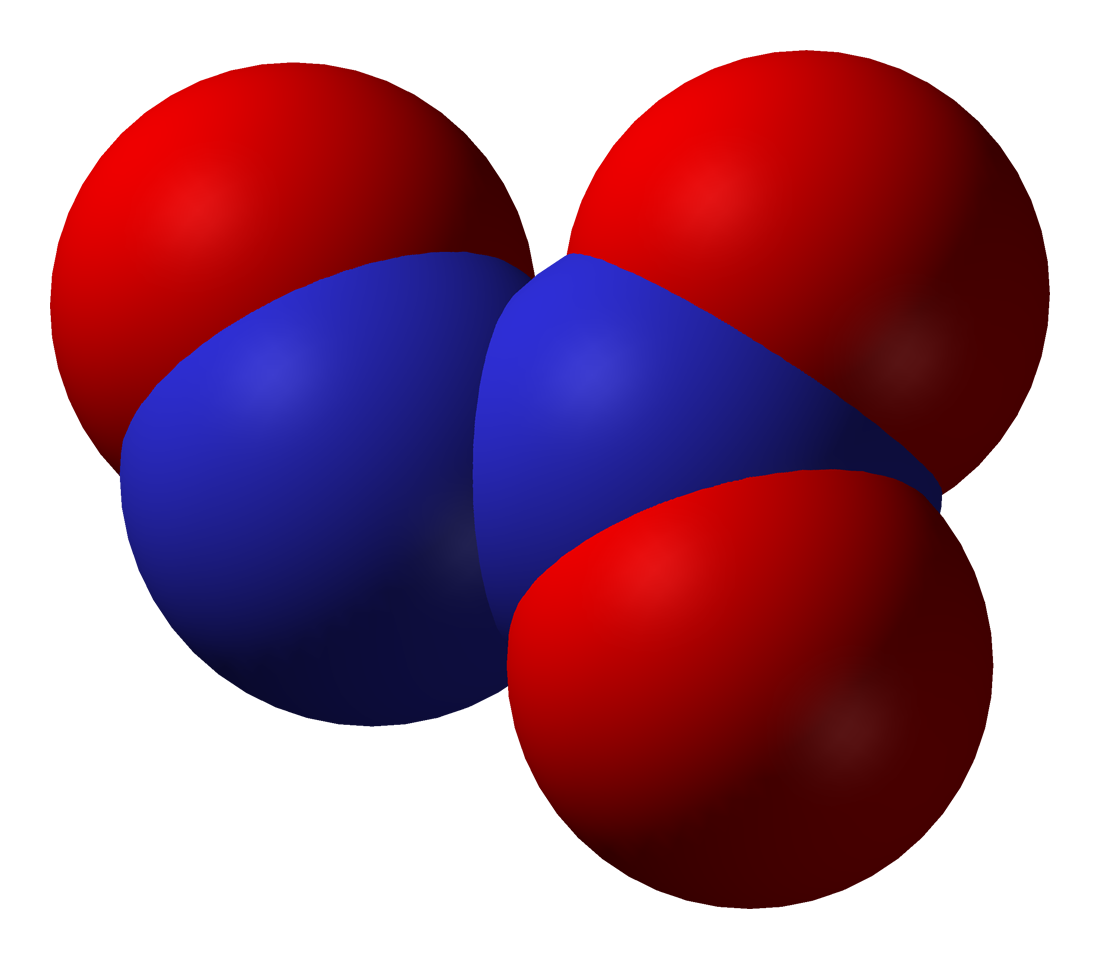
Dikvävetrioxid, N2O3
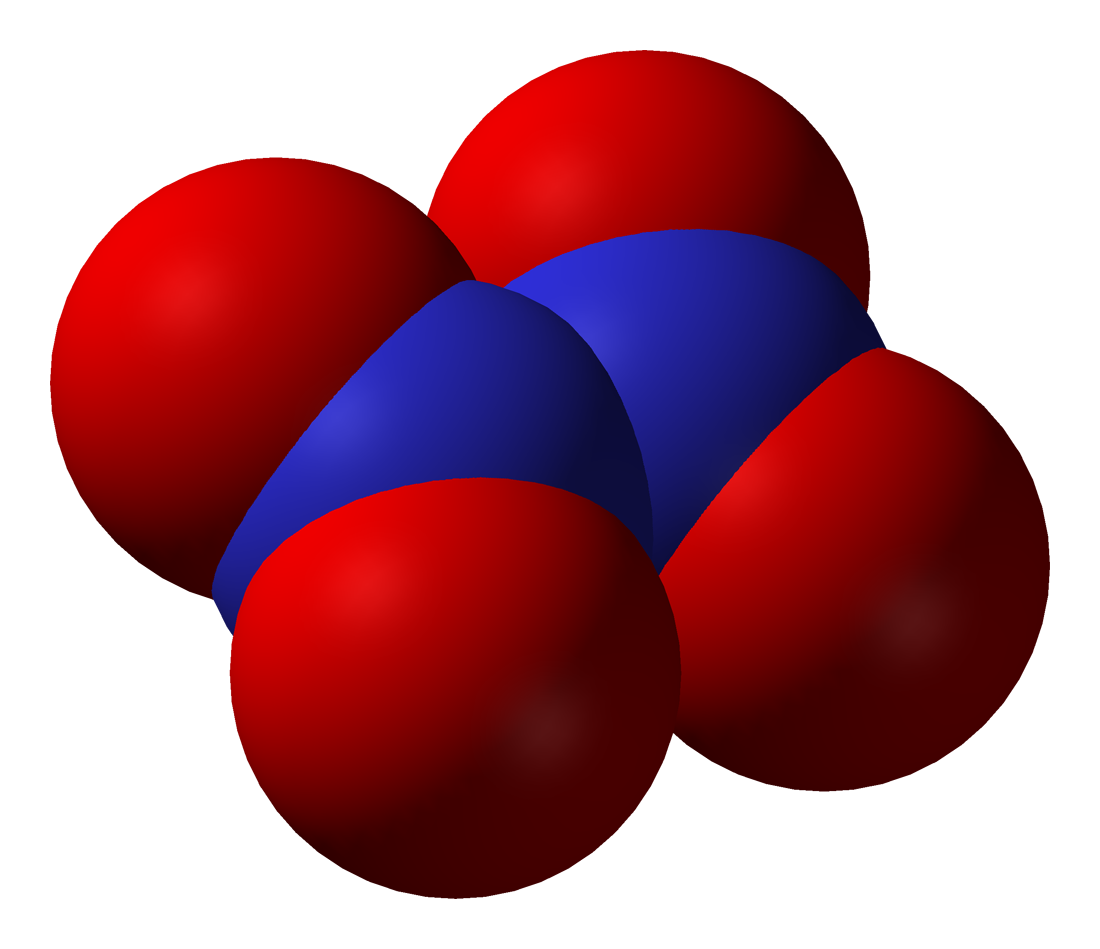
Dikvävetetroxid, N2O4
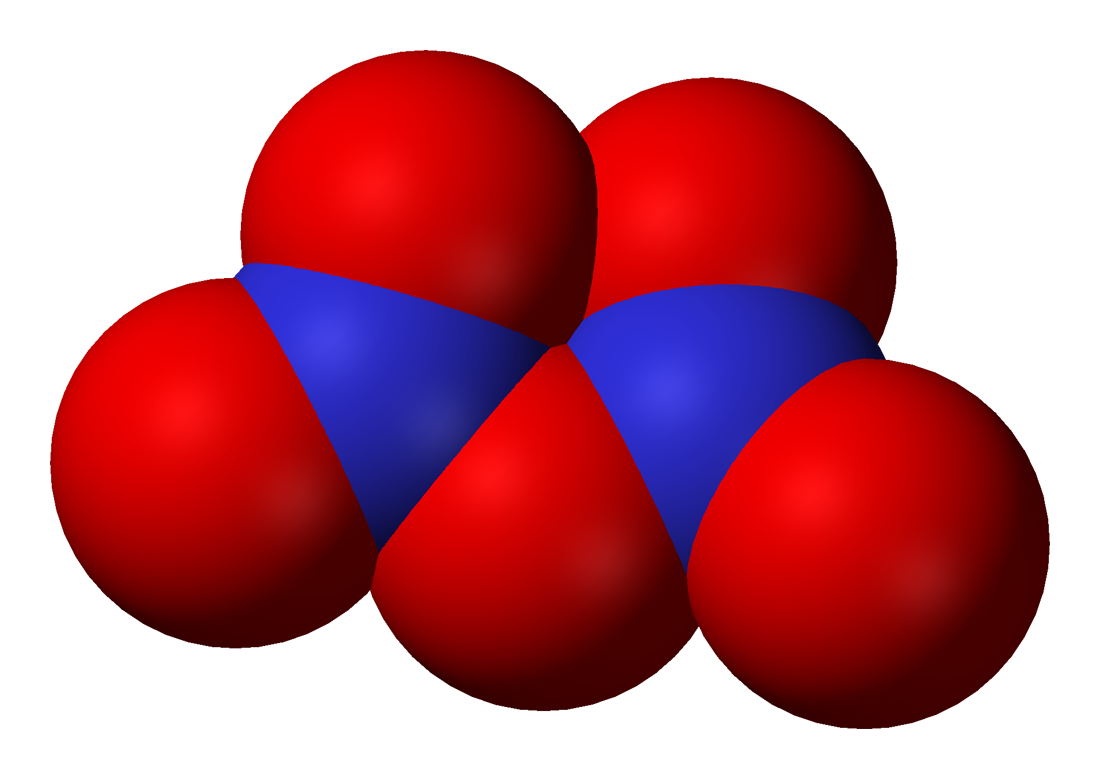
Dikvävepentoxid, N2O5

## NOx
NOx är ett samlingsnamn för de oxider av kväve som uppstår vid förbränning vid höga temperaturer, särskilt i förbränningsmotorer. Främst uppstår kvävemonoxid (NO), som oxideras i luft till kvävedioxid (NO2). Kvävedioxid reagerar sedan med vattenmolekyler (H2O) i luften och bildar salpetersyra (HNO3). NO och NO2 kallas också nitrösa gaser.

## Kväveoxiders inverkan på ozonskiktet
Det bildas naturligt kväveoxider på jordytan genom mikrobiologiska processer och uppe i Jordens atmosfär genom kosmisk strålning som till exempel röntgenstrålning. Men också flygplan, konstgödning och kärnvapenexplosioner skapar kväveoxider som verkar skadande på ozonlagret. Samtidigt bidrar kväveoxider till att ozon bildas.